# Reed Sheppard
Isaiah Reed Sheppard (London, 24 giugno 2004) è un cestista statunitense, professionista nella NBA con gli Houston Rockets.

## Biografia
Entrambi i genitori hanno giocato a pallacanestro per l'Università del Kentucky. Suo padre Jeff ha vinto due titoli NCAA, venendo nominato Most Outstanding Player nel 1998, e ha esordito in NBA con gli Atlanta Hawks. Sua madre Stacey tuttora detiene il record della squadra femminile nelle palle recuperate.

## Carriera
Al draft NBA 2024 Sheppard è stato selezionato con la terza scelta assoluta dagli Houston Rockets.

## Statistiche

### NCAA
| Anno      | Squadra           | PG | PT | MP   | TC%  | 3P%  | TL%  | RP  | AP  | PRP | SP  | PP   |
| --------- | ----------------- | -- | -- | ---- | ---- | ---- | ---- | --- | --- | --- | --- | ---- |
| 2023-2024 | Kentucky Wildcats | 33 | 5  | 28,9 | 53,6 | 52,1 | 83,1 | 4,1 | 4,5 | 2,5 | 0,7 | 12,5 |
| Carriera  | Carriera          | 33 | 5  | 28,9 | 53,6 | 52,1 | 83,1 | 4,1 | 4,5 | 2,5 | 0,7 | 12,5 |

### NBA

#### Regular Season
| Anno      | Squadra         | PG | PT | MP   | TC%  | 3P%  | TL%  | RP  | AP  | PRP | SP  | PP  |
| --------- | --------------- | -- | -- | ---- | ---- | ---- | ---- | --- | --- | --- | --- | --- |
| 2024-2025 | Houston Rockets | 52 | 3  | 12,6 | 35,1 | 33,8 | 81,3 | 1,5 | 1,4 | 0,7 | 0,3 | 4,4 |
| Carriera  | Carriera        | 52 | 3  | 12,6 | 35,1 | 33,8 | 81,3 | 1,5 | 1,4 | 0,7 | 0,3 | 4,4 |

#### Playoffs
| Anno     | Squadra         | PG | PT | MP  | TC% | 3P% | TL% | RP  | AP  | PRP | SP  | PP  |
| -------- | --------------- | -- | -- | --- | --- | --- | --- | --- | --- | --- | --- | --- |
| 2025     | Houston Rockets | 3  | 0  | 3,3 | 0,0 | 0,0 | -   | 0,3 | 0,3 | 0,7 | 0,3 | 0,0 |
| Carriera | Carriera        | 3  | 0  | 3,3 | 0,0 | 0,0 | -   | 0,3 | 0,3 | 0,7 | 0,3 | 0,0 |

### G League
| Anno      | Squadra       | PG | PT | MP   | TC%  | 3P%  | TL% | RP  | AP  | PRP | SP  | PP   |
| --------- | ------------- | -- | -- | ---- | ---- | ---- | --- | --- | --- | --- | --- | ---- |
| 2024-2025 | R.G.V. Vipers | 3  | 3  | 35,5 | 45,6 | 40,5 | 100 | 4,3 | 8,3 | 2,7 | 1,0 | 30,7 |
| Carriera  | Carriera      | 3  | 3  | 35,5 | 45,6 | 40,5 | 100 | 4,3 | 8,3 | 2,7 | 1,0 | 30,7 |

## Palmarès

### Individuale

#### High School
- McDonald's All-American Game (2023)
- Kentucky Mr. Basketball (2023)

#### College
- SEC Freshman of the Year: 1

2024
- All SEC Second Team : 1

2024